# Константин Арсеновић
Константин Арсеновић (рођен као Константин Арсенијевић, Панчево, 18. септембар 1782. — Панчево, 26. децембар 1868.) био је српски сликар и свештеник.
Константин је био син проте Андрије Арсенијевића који је руководио изградњом Успењске цркве у Панчеву. Константин је започео војничку каријеру, али ју је убрзо напустио и 1807. прихватио свештенички позив. Помиње се 1807. у Панчеву као ђакон, а већ 1816, после очеве смрти, се помиње као протопрезвитер.
Под утицајем Константина Данила Константин је почео да се интересује за сликарство и да ради иконостас у Успењској цркви.
Развио се у ваљаног сликара, који није за собом оставио обимније дело јер се сликарством бавио узгред, из задовољства. Израдио је неколико портрета, који се налазе у збирци Панчевачке црквене општине, мањи број икона и портрет супруге из млађих дана, којем се изгубио траг након продаје на лицитацији.
Најзанимљивији је као сликар предела. Бања Мехадија, наивни пејзаж са брдима и речицом, делује веома импресивно снагом своје редуковане форме. Његов други пејзаж нестао је из Уметничког музеја у Београду за време I светског рата. Малобројни сачувани радови сврставају га у групацију провинцијског бидермајера. Сачувани су Арсеновићеви портрети епископа Кенђелца, владике Живковића, војводе Книћанина и Шупљикца.
Константин Арсеновић је био један од оснивача прве стрељачке дружине у Панчеву.